# پشه‌های چوب
پشه‌های چوب (نام علمی: Anisopodidae) نام یک تیره از زیرراسته نخ‌شاخان است.